# Hugo Lloris
Hugo Hadrien Dominique Lloris (sinh ngày 26 tháng 12 năm 1986) là một cầu thủ bóng đá chuyên nghiệp người Pháp hiện đang thi đấu ở vị trí thủ môn cho câu lạc bộ Major League Soccer Los Angeles FC.
Lloris đã bắt đầu sự nghiệp của mình với câu lạc bộ quê hương OGC Nice. Anh xuất hiện lần đầu của mình như là một thiếu niên trong tháng 10 năm 2005 và bắt đầu cùng OGC Nice tranh cúp Ligue 1. Xuất sắc tại câu lạc bộ trong ba mùa, Lloris chuyển đến Olympique Lyonnais sau khi từ chối một số câu lạc bộ tên tuổi khác, đáng chú ý là AC Milan. Lloris đã giành được nhiều giải thưởng cá nhân ngay trong mùa giải đầu tiên của mình với Lyon. Tại  mùa thứ hai của mình ở đây, anh góp phần đưa Lyon vào đến vòng bán kết UEFA Champions League lần đầu tiên trong lịch sử câu lạc bộ, và giành được đề cử cho thủ môn xuất sắc nhất giải đấu. Anh chuyển tới Tottenham Hotspur kể từ mùa giải 2012-13 và có được vị trí á quân mùa giải UEFA Champions League 2018-19.
Lloris tham gia các cấp độ U18 Pháp, U19 Pháp và U21 Pháp. Lloris có trận thi đấu quốc tế chính thức đầu tiên tháng 11 năm 2008 trong một trận giao hữu với đội tuyển bóng đá quốc gia Uruguay. Anh cùng đội tuyển Pháp tham dự 4 kỳ World Cup vào các năm 2010, 2014, 2018, 2022 và 3 kỳ Euro vào các năm 2012, 2016 và 2020. Năm 2010, anh lần đầu đeo băng đội trưởng đội tuyển quốc gia, giúp đội tuyển Pháp về ngôi á quân tại Euro 2016, giành chức vô địch World Cup 2018 và lên ngôi á quân tại kỳ World Cup 2022. Sau chiến tích này, anh chia tay màu áo tuyển quốc gia.

## Cuộc sống cá nhân
Lloris ra đời vào ngày 26 tháng 12 năm 1986 tại Nice, trong một gia đình tầng lớp thượng lưu. Mẹ anh là một luật sư người Pháp và cha anh là một người xứ Monte Carlo của Monaco. Anh có người em trai tên Gautier, 18 tuổi, một trung vệ hiện đang chơi ở học viện trẻ của câu lạc bộ Nice. Năm 2008, trong khi Lloris chơi cho Nice, mẹ anh qua đời. Lloris xuất sắc trong tennis và chơi các môn thể thao cho đến tuổi 13. Ngày 10 tháng 8 năm 2010, Lloris đã được đặt tên, cùng với đồng đội Karim Benzema, để xuất hiện trên trang bìa của các phiên bản Pháp của FIFA 11. Ngày 23 tháng 9 năm 2010, Lloris đã công bố sự ra đời của cô con trai của mình.

## Thống kê sự nghiệp

### Câu lạc bộ
Tính đến ngày 23 tháng 5 năm 2021
| Câu lạc bộ          | Mùa giải            | Giải đấu | Giải đấu | Cúp quốc gia | Cúp quốc gia | Cúp liên đoàn | Cúp liên đoàn | Châu Âu | Châu Âu | Khác | Khác | Tổng cộng | Tổng cộng |
| Câu lạc bộ          | Mùa giải            | Trận     | Bàn      | Trận         | Bàn          | Trận          | Bàn           | Trận    | Bàn     | Trận | Bàn  | Trận      | Bàn       |
| ------------------- | ------------------- | -------- | -------- | ------------ | ------------ | ------------- | ------------- | ------- | ------- | ---- | ---- | --------- | --------- |
| Nice B              | 2004–05             | 12       | 0        | 0            | 0            | 0             | 0             | 0       | 0       | 0    | 0    | 12        | 0         |
| Nice B              | 2005–06             | 8        | 0        | 0            | 0            | 0             | 0             | 0       | 0       | 0    | 0    | 8         | 0         |
| Nice B              | Tổng cộng           | 20       | 0        | 0            | 0            | 0             | 0             | 0       | 0       | 0    | 0    | 20        | 0         |
| Nice                | 2005–06             | 5        | 0        | 0            | 0            | 5             | 0             | 0       | 0       | 0    | 0    | 10        | 0         |
| Nice                | 2006–07             | 37       | 0        | 0            | 0            | 0             | 0             | 0       | 0       | 0    | 0    | 37        | 0         |
| Nice                | 2007–08             | 30       | 0        | 0            | 0            | 0             | 0             | 0       | 0       | 0    | 0    | 30        | 0         |
| Nice                | Tổng cộng           | 72       | 0        | 0            | 0            | 5             | 0             | 0       | 0       | 0    | 0    | 77        | 0         |
| Lyon                | 2008–09             | 35       | 0        | 2            | 0            | 0             | 0             | 8       | 0       | 1    | 0    | 46        | 0         |
| Lyon                | 2009–10             | 36       | 0        | 2            | 0            | 0             | 0             | 14      | 0       | 0    | 0    | 52        | 0         |
| Lyon                | 2010–11             | 37       | 0        | 2            | 0            | 0             | 0             | 8       | 0       | 0    | 0    | 47        | 0         |
| Lyon                | 2011–12             | 36       | 0        | 3            | 0            | 1             | 0             | 8       | 0       | 0    | 0    | 48        | 0         |
| Lyon                | 2012–13             | 2        | 0        | 0            | 0            | 0             | 0             | 0       | 0       | 0    | 0    | 2         | 0         |
| Lyon                | Tổng cộng           | 146      | 0        | 9            | 0            | 1             | 0             | 38      | 0       | 1    | 0    | 195       | 0         |
| Tottenham Hotspur   | 2012–13             | 27       | 0        | 0            | 0            | 1             | 0             | 5       | 0       | —    | —    | 33        | 0         |
| Tottenham Hotspur   | 2013–14             | 37       | 0        | 1            | 0            | 1             | 0             | 6       | 0       | —    | —    | 45        | 0         |
| Tottenham Hotspur   | 2014–15             | 35       | 0        | 0            | 0            | 1             | 0             | 8       | 0       | —    | —    | 44        | 0         |
| Tottenham Hotspur   | 2015–16             | 37       | 0        | 0            | 0            | 0             | 0             | 9       | 0       | —    | —    | 46        | 0         |
| Tottenham Hotspur   | 2016–17             | 33       | 0        | 1            | 0            | 0             | 0             | 8       | 0       | —    | —    | 42        | 0         |
| Tottenham Hotspur   | 2017–18             | 36       | 0        | 0            | 0            | 0             | 0             | 7       | 0       | —    | —    | 43        | 0         |
| Tottenham Hotspur   | 2018–19             | 33       | 0        | 0            | 0            | 0             | 0             | 11      | 0       | –    | –    | 44        | 0         |
| Tottenham Hotspur   | 2019–20             | 21       | 0        | 2            | 0            | 0             | 0             | 4       | 0       | —    | —    | 27        | 0         |
| Tottenham Hotspur   | 2020–21             | 38       | 0        | 1            | 0            | 4             | 0             | 5       | 0       | —    | —    | 48        | 0         |
| Tottenham Hotspur   | Tổng cộng           | 298      | 0        | 5            | 0            | 7             | 0             | 63      | 0       | —    | —    | 373       | 0         |
| Tổng cộng sự nghiệp | Tổng cộng sự nghiệp | 536      | 0        | 16           | 0            | 15            | 0             | 103     | 0       | 2    | 0    | 672       | 0         |

### Đội tuyển quốc gia
| Đội tuyển quốc gia | Năm       | Trận | Bàn |
| ------------------ | --------- | ---- | --- |
| Pháp               | 2008      | 1    | 0   |
| Pháp               | 2009      | 7    | 0   |
| Pháp               | 2010      | 11   | 0   |
| Pháp               | 2011      | 11   | 0   |
| Pháp               | 2012      | 13   | 0   |
| Pháp               | 2013      | 11   | 0   |
| Pháp               | 2014      | 11   | 0   |
| Pháp               | 2015      | 8    | 0   |
| Pháp               | 2016      | 12   | 0   |
| Pháp               | 2017      | 9    | 0   |
| Pháp               | 2018      | 14   | 0   |
| Pháp               | 2019      | 6    | 0   |
| Pháp               | 2020      | 6    | 0   |
| Pháp               | 2021      | 16   | 0   |
| Pháp               | 2022      | 9    | 0   |
| Tổng cộng          | Tổng cộng | 145  | 0   |

## Danh hiệu

### Câu lạc bộ

#### Lyon
- Coupe de France: 2011–12[8]
- Trophée des Champions: 2012[9]

#### Tottenham Hotspur
- Football League/EFL Cup á quân: 2014–15,[10] 2020–21[11]
- UEFA Champions League á quân: 2018–19[12]

### Quốc tế

#### U-19 Pháp
- UEFA European Under-19 Championship: 2005[13][14]

#### Pháp
- FIFA World Cup: 2018;[15] á quân 2022
- UEFA Euro: á quân 2016
- UEFA Nations League: 2020–21[16]

### Huân chương
- Bắc Đẩu Bội tinh: 2018